# Ватильё
Ватильё (фр. Vatilieu) — коммуна во Франции, находится в регионе Рона — Альпы. Департамент коммуны — Изер. Входит в состав кантона Сюд Грезиводан. Округ коммуны — Гренобль.
Код INSEE коммуны — 38526. Население коммуны на 2012 год составляло 371 человек. Населённый пункт находится на высоте от 352 до 787 метров над уровнем моря. Муниципалитет расположен на расстоянии около 470 км юго-восточнее Парижа, 75 км юго-восточнее Лиона, 26 км западнее Гренобля. Мэр коммуны — Изабель Дюпра-Форей, мандат действует на протяжении 2008—2014 гг.
Динамика населения (INSEE):